# Prosorhynchus scapellus
Prosorhynchus scapellus är en plattmaskart. Prosorhynchus scapellus ingår i släktet Prosorhynchus och familjen Bucephalidae. Inga underarter finns listade i Catalogue of Life.